# Armenia Minore
Con il nome di Armenia Minore (o Armenia Minor e Armenia Inferior) si indica la regione armena, che si estende a ovest e a nord-ovest dell'antico regno d'Armenia e a nord-est del Regno armeno di Cilicia. Essa includeva la regione di Hamshen, l'area dove la popolazione etnica degli armeni (Hamsheni) ha avuto origine.

## Descrizione
L'Armenia Minore fu parte della regione storica dell'Armenia e dell'Altopiano Armeno che si estende a ovest del fiume Eufrate. Essa ricevette il suo nome per distinguerla dal resto più esteso dell'Armenia storica il regno d'Armenia o Armenia Maior. 
Prima del IV secolo a.C., il territorio dell'Armenia Minore era parte dell'antico regno armeno, che era governato dalla dinastia reale degli Orontidi (Yervanduni) e, nel IV secolo a.C., venne assoggettata dalla Persia durante l'Impero achemenide. Dopo la campagna di Alessandro Magno nel 330 a.C., ed il collasso dell'Impero persiano, Mitridate, un generale armeno dell'esercito persiano, si autoproclamò sovrano dell'Armenia Minore. Sorsero così due regni separati dalle ceneri dell'antico Regno Armeno l'Armenia Minore  e il regno d'Armenia o Armenia Maggiore. 
Dal III secolo a.C., il regno dell'Armenia Minore si estendeva fino al mar Nero. Esso venne conquistato dai Romani nel I secolo a.C. Fu in seguito riunificato con il regno dell'Armenia Maggiore sotto il sovrano arsacide re Tiridate III di Armenia. Dopo spartizione dell'Armenia tra l'Impero bizantino e i Sasanidi nel 387, l'Armenia Minore, insieme alle regioni occidentali dell'Armenia Maggiore, divennero parte dell'Impero bizantino. La sua popolazione rimase armena, ed il territorio era incluso nelle quattro amministrazioni militari bizantine della Prima Armenia, Seconda Armenia, Terza Armenia e Quarta Armenia. 
La popolazione cristiana continuò a vivere nella regione fino al genocidio armeno del 1915-23, mentre molti musulmani hamsheni vivono tuttora in questo territorio, concentrandosi in gran parte nella provincia di Rize e nella provincia di Artvin in Turchia.